# Бивио ди Доганела (Латина)
Бивио ди Доганела је насеље у Италији у округу Латина, региону Лацио.
Према процени из 2011. у насељу је живело 133 становника. Насеље се налази на надморској висини од 19 м.